# Цидун (Хэнъян)
Циду́н (кит. упр. 祁东, пиньинь Qídōng, буквально: «восточная часть уезда Циян») — уезд городского округа Хэнъян провинции Хунань (КНР). 

## История
25 апреля 1952 года восточная часть уезда Циян Специального района Линлин (零陵专区) была выделена в отдельный уезд Цидун. В октябре 1952 года Специальный район Линлин был расформирован, и его административные единицы перешли в состав новой структуры — Сяннаньского административного района (湘南行政区). В 1954 году Сяннаньский административный район был упразднён, и были вновь созданы ранее существовавшие специальные районы; уезд Цидун вошёл в состав Специального района Хэнъян (衡阳专区).
В 1970 году Специальный район Хэнъян был переименован в Округ Хэнъян (衡阳地区).
Постановлением Госсовета КНР от 8 февраля 1983 года был расформирован округ Хэнъян, его административные единицы перешли под юрисдикцию властей города Хэнъян, превратившегося таким образом в городской округ.

## Административное деление
Уезд делится на 4 уличных комитета, 179 посёлков и 3 волости.